# Polona
A Polona egy lengyel digitális könyvtár, amely digitalizált könyveket, folyóiratokat, grafikákat, térképeket, zenéket, szórólapokat és kéziratokat biztosít a Lengyel Nemzeti Könyvtár és az együttműködő intézmények gyűjteményéből. 2006-ban kezdte meg a működését.

## Gyűjtemények
2017. október 12-én 2 016 037 dokumentummal rendelkezett, ebből 863 400 volt közkincs. A Polona naponta 2000 digitalizált dokumentumot ad hozzá. A szerzői jog által védett anyagokhoz a Varsói Nemzeti Könyvtár olvasótermében vagy Lengyelországon belül az Academica könyvtári rendszeren keresztül hozzáférhető.

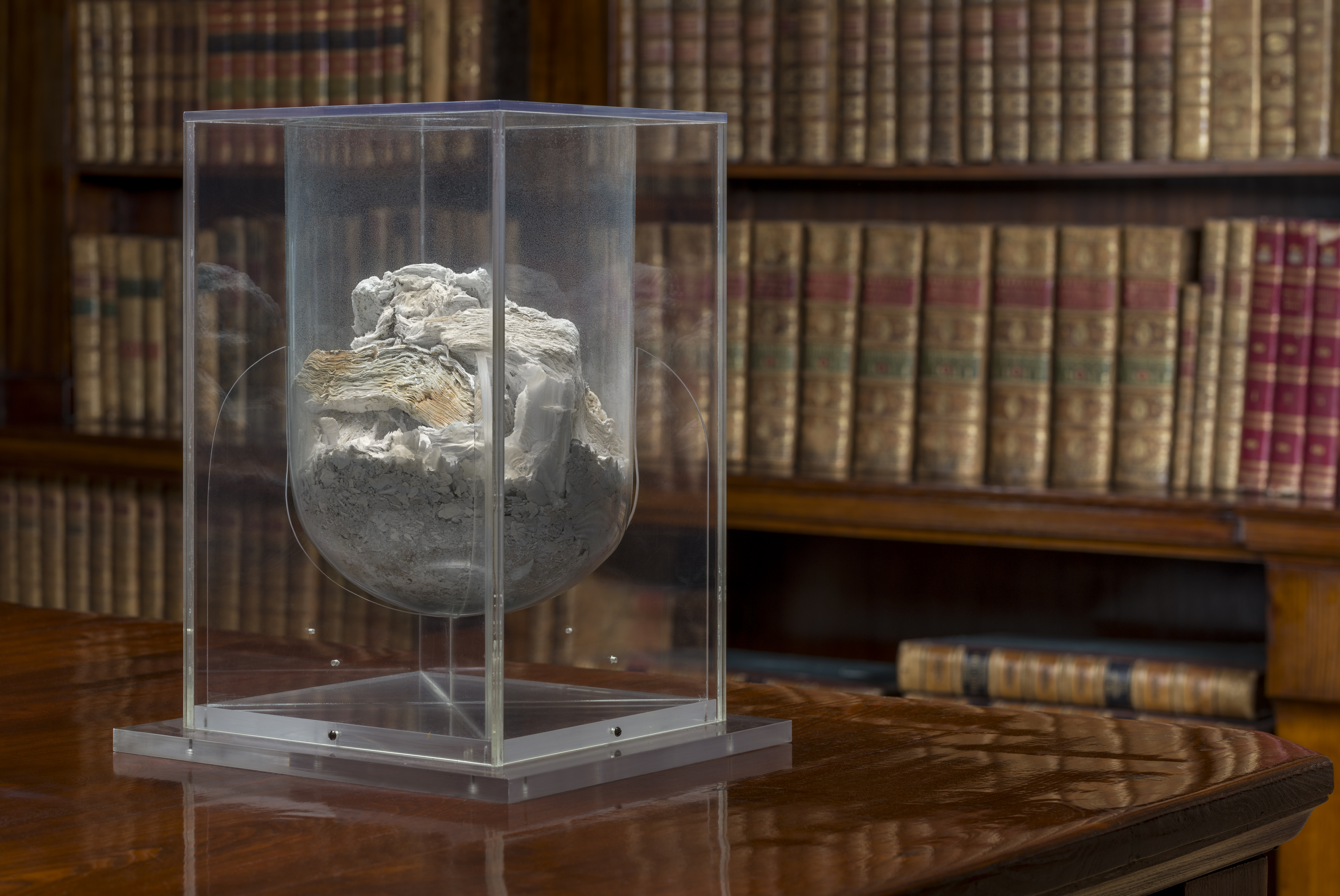
A varsói könyvtárakból származó régi nyomatok és kéziratok hamvait tartalmazó urna

## Polona/2 millió
2017. október 2-án a Polona új verziója elindult a „Polona/2millió” nevű eseményen.
A név több mint 2 millió olyan anyagnak állított emléket, amely Polonában akkoriban elérhető volt. Az 1944-es varsói felkelés bukása után a németek által elégetett ókori nyomatok és kéziratok hamvait tartalmazó urnát a kétmilliomodik „tárgyként” katalógusba sorolták. Eredetileg a varsói Okólnik utca 9. szám alatti Krasinski-könyvtárból származtak.
A „Polona/2millió” számos olyan funkciót kínál, mint a speciális keresés, a sajtópanel vagy a magángyűjtemények. 2017-ben a Polona digitális könyvtár bővítésének további terveit jelentették be az OMNIS e-szolgáltatás projekt keretében, amelynek célja a „Polona a könyvtárak számára” és a „Polona a tudósok számára” létrehozása.

## Patrimonium
2017 januárjától a Polona forrásai megnövekednek a „Patrimonium – a lengyel nemzeti örökség digitalizálása és kiadása a nemzeti és a Jagelló-könyvtárak gyűjteményéből” projekt megvalósításának köszönhetően.

## Intézmények
A Polona nemcsak a Lengyel Nemzeti Könyvtár gyűjteményeit mutatja be, hanem a Frédéric Chopin Intézet, a Czartoryski Könyvtár, a Varsói Néprajzi Múzeum és mások gyűjteményeit is.

## Fordítás
- Ez a szócikk részben vagy egészben  a   Polona című angol Wikipédia-szócikk fordításán alapul.  Az eredeti cikk szerkesztőit annak laptörténete sorolja fel. Ez a jelzés csupán a megfogalmazás eredetét és a szerzői jogokat jelzi, nem szolgál a cikkben szereplő információk forrásmegjelöléseként.